# Misiunea „Pământ”
Assignment: Earth este un episod din sezonul al II-lea al Star Trek: Seria originală care a avut premiera la 29 martie 1968.

## Prezentare
În timpul unei misiuni de cercetare istorică în anul 1968, nava Enterprise întâlnește pe neașteptate un alt călător interstelar din viitor, pe nume Gary Seven, care pare să încerce să schimbe cursul istoriei.